# مسجد الرصد
جامع الرصد ، هو أحد المساجد التي انشئت في عصر الدولة الايوبية في مصر ، يقع بجبل الرصد أو اسطبل عنتر جنوب مصر القديمة .

## وصلات خارجية
- آثار القاهرة الإسلامية نسخة محفوظة 31 مايو 2014 على موقع واي باك مشين.